# Gevlekte glanslibel
De gevlekte glanslibel (Somatochlora flavomaculata) is een echte libel (Anisoptera) uit de familie van de glanslibellen (Corduliidae). Het is een soort van moerassige plaatsen die in Nederland vrij zeldzaam is.
De wetenschappelijke naam van de soort werd in 1825 als Libellula flavomaculata gepubliceerd door Pièrre Léonard Vander Linden.

## Kenmerken
Het achterlijf van de gevlekte glanslibel is zeer donker glimmend groen en lijkt meestal zwart. Het borststuk is metaalgroen met een gouden glans. De ogen zijn eerst dofbruin, later felgroen glimmend, in scherp contrast met het donkere achterlijf. Beide geslachten zijn goed te herkennen aan de rij gele vlekjes aan de zijkant van het achterlijf. Het voorhoofd heeft een gele tekening. Mannetjes hebben een vrij slank achterlijf, met een insnoering ter hoogte van segment 3. Het achterlijf is het breedst ter hoogte van segment 6 en 7. De gele zijvlekjes op het achterlijf zijn bij de mannetjes klein en vaak in vlucht moeilijk zichtbaar; aan de basis van het achterlijf vallen ze meer op. Bij het vrouwtje zijn de zijvlekjes groter en vallen ze ook in vlucht meer op; het achterlijf is in zijaanzicht grotendeels geel. Het vrouwtje heeft een korte, maar afstaande legschede. De lichaamslengte van volwassen dieren ligt tussen 45 en 54 millimeter.
De larve is 19–22 mm lang.

## Vliegtijd
De vliegtijd van de gevlekte glanslibel is van eind april tot eind augustus, met de hoogste aantallen in juni en juli.

## Gedrag en voortplanting
De larven leven op goed beschutte, moerassige plaatsen, zoals veenmosputjes in broekbossen, galigaanmoerassen, gagelmoerassen en verlande delen van vennen en petgaten; mogelijk ook in vegetatierijke sloten. De larven overwinteren gemiddeld waarschijnlijk drie keer en sluipen uit vanaf eind mei tot in juli. Gevlekte glanslibellen worden vrijwel altijd vliegend boven land gezien en lijken dan geen binding te hebben met het voortplantingswater. Vrijwel alle waarnemingen zijn van mannetjes die op enkele meters hoogte heen en weer vliegen langs bosranden, boven open plekken in bos en boven sterk begroeide sloten. In het laatste geval is het onduidelijk of in de sloten ook voortplanting plaatsvindt. Vrouwtjes worden zelden gezien en vrijwel altijd in paring met een mannetje. Ei-afzet wordt zelden waargenomen en gebeurt op goed verborgen plaatsen in sterk begroeide en vaak moeilijk toegankelijke wateren. Het wijfje zet de eieren af met een slaande beweging van het achterlijf op de wateroppervlakte om zo de eieren, meestal in klonten, kwijt te raken.

## Habitat
De habitat van de gevlekte glanslibel bestaat in Nederland uit sterk verlande vennen, petgaten en moerasbossen, mogelijk ook vegetatierijke sloten. Het is een soort van mesotrofe moerassen. De voortplantingswateren liggen veelal nabij uitgestrekte open riet- en zeggenruigten en staan doorgaans onder invloed van kwel. De dieren jagen in en langs bos en struweel in de buurt. In Duitsland leeft de soort bij veenslenken, zeggenmoerassen, verlandingszones van meren, rietvelden in oude rivierarmen en sloten met krabbenscheer.

## Verspreidingsgebied
Het verspreidingsgebied van de gevlekte glanslibel loopt oostelijk tot in Mongolië. De soort komt niet voor in Afrika. In Europa komt de soort vooral voor in Midden- en Noordoost-Europa en de zuidelijke helft van Scandinavië. Het verspreidingsgebied in Zuidoost-Europa is sterk verbrokkeld. De soort komt niet voor op het Iberisch Schiereiland en de Britse Eilanden. In Nederland komt de gevlekte glanslibel vooral voor in de laagveengebieden van Noord-Nederland, de Kempen in Noord-Brabant en Midden-Limburg. Sinds 2000 duikt de soort, die zeer mobiel is, op steeds meer plaatsen in Nederland op.

## Verwante en gelijkende soorten
Verwarring is mogelijk met de smaragdlibel (Cordulia aenea), de hoogveenglanslibel (Somatochlora arctica) en de metaalglanslibel (Somatochlora metallica) (vooral bij de mannetjes). De gevlekte glanslibel is echter de enige glanslibel met een rij gele vlekjes langs de zijkant van het achterlijf. De smaragdlibel en de metaalglanslibel hebben een minder zwart achterlijf (meer brons of groen). De mannetjes van de smaragdlibel zijn minder slank en hebben het breedste punt van het achterlijf meer naar achteren liggen. De mannetjes van de hoogveenglanslibel zijn juist iets slanker. Vrouwtjes van de gevlekte glanslibel zijn door de grote gele vlekken aan de zijkant van het achterlijf eigenlijk onmiskenbaar.
In het larvestadium kan ook verwarring optreden met de smaragdlibel, maar deze heeft minder opvallende (kleinere) rugdoornen en een opvallende donkere band op de zijkant van het borststuk. Ook is verwarring mogelijk met de metaalglanslibel; deze soort heeft kleinere zijdoornen op segment 9 en is gemiddeld iets groter. Ook kan de tweevlek tot verwarring leiden, maar deze heeft opvallende doornen op het achterhoofd.

## Bedreigingen en bescherming
De gevlekte glanslibel staat op de Rode Lijst van de IUCN als niet bedreigd, beoordelingsjaar 2013. Op de Nederlandse Rode Lijst (2004) gold de soort nog als ernstig bedreigd, maar op de lijst van 2015 is de status veranderd in bedreigd.